# Hurry Up Mode
Hurry Up Mode è il primo album in studio del gruppo musicale giapponese Buck-Tick, pubblicato nel 1987.

## Tracce
Side A
1. Prologue (instrumental) – 0:41
2. Plastic Syndrome Type II – 3:33
3. Hurry Up Mode – 4:09
4. Telephone Murder – 3:46
5. Fly High – 4:34
6. One Night Ballet – 5:07

Side B
1. Moonlight – 3:49
2. For Dangerous Kids – 4:23
3. Romanesque – 4:01
4. Secret Reaction – 5:03
5. Stay Gold – 4:39

### CD
1. Prologue – 0:41
2. Plastic Syndrome Type II – 3:33
3. Hurry Up Mode – 4:09
4. Telephone Murder – 3:46
5. Fly High – 4:34
6. One Night Ballet – 5:07
7. Vacuum Dream – 3:16
8. No-No-Boy – 3:20
9. Moonlight – 3:49
10. For Dangerous Kids – 4:23
11. Romanesque – 4:01
12. Secret Reaction – 5:03
13. Stay Gold – 4:39

## Formazione
- Atsushi Sakurai - voce
- Hisashi Imai - chitarra, cori
- Hidehiko Hoshino - chitarra, cori
- Yutaka Higuchi - basso
- Toll Yagami - batteria